# Tabua (cétacé)

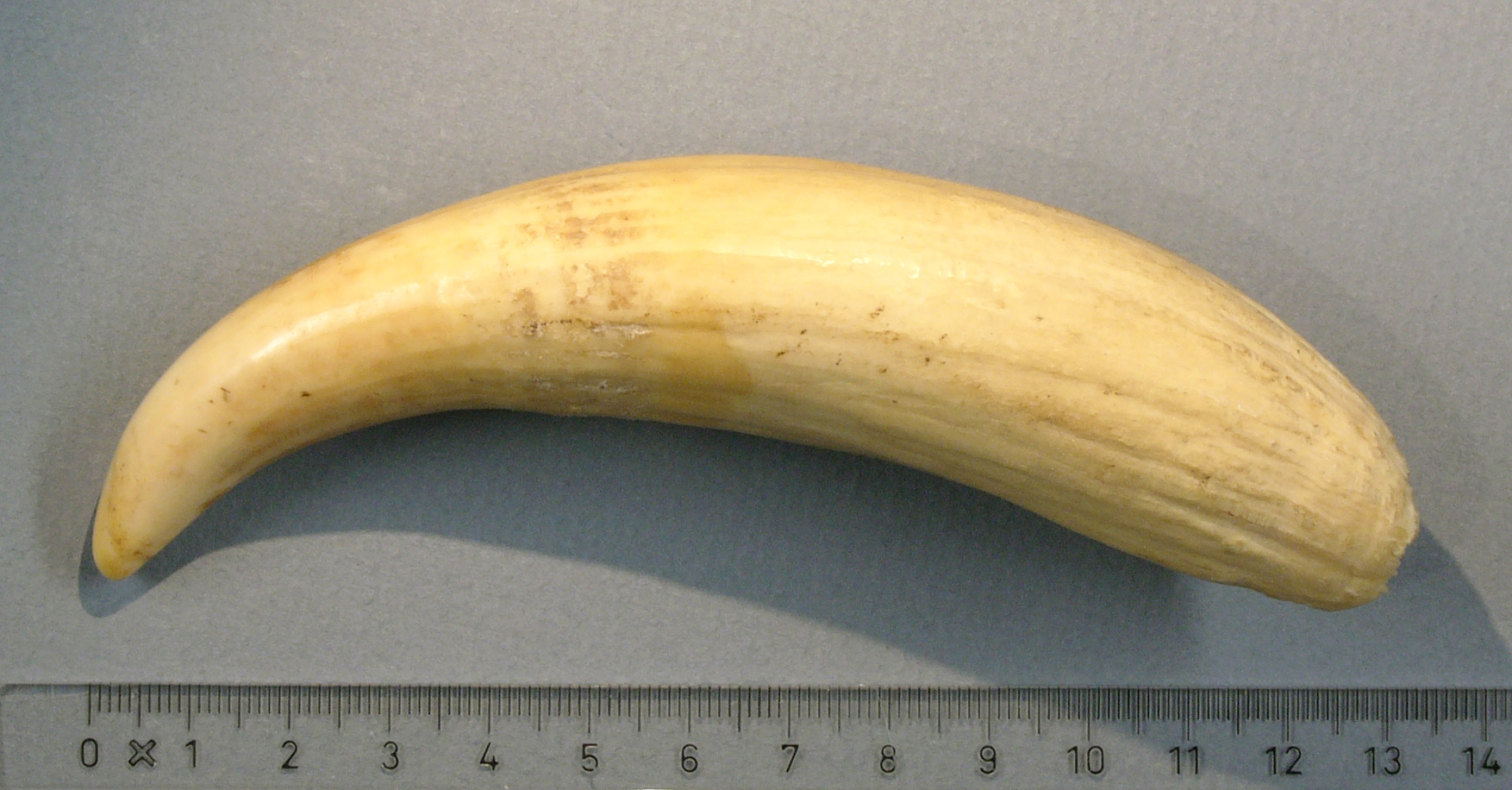
Dent de cachalot.

Le terme tabua désigne une dent polie de cachalot dans la culture des Fidji. Leur nom provient d'un héros mythologique.
Elles sont utilisées à titre de cadeaux d'expiation ou d'estime (sevusevu) et sont importantes dans les négociations car on leur prête des pouvoirs liés au mana.
Elles étaient très rares, issues de l'échouage des baleines et du commerce avec l'île de Tonga, mais à la suite de la découverte des îles et de l'ouverture du marché, de nombreuses fausses dents en ivoire de défenses de morse firent leur apparition et permirent alors le développement de l'art européen du scrimshaw.
Aujourd'hui, leur commercialisation est interdite, mais elles restent un don prisé pour les mariages, anniversaires et funérailles ; on les enterre avec leur propriétaire afin de l’aider dans sa vie après la mort.
Elles sont aussi récupérées à titre de symbole de confiance par la publicité (Air Pacific a un Tabua Club et une Tabua Class).
On les trouve aussi sur la pièce de 20 cents du dollar fidjien.
Bien que leur exportation soit interdite ou régulée par des permis complexes, de plus en plus de tabua se retrouvent à Tonga, où ils sont commercialisés.